# Club Penguin (franquia)
Club Penguin é uma franquia de mídia canadense de propriedade da The Walt Disney Company criada em 2005 com o lançamento do jogo Club Penguin, que foi encerrado em 2017. Club Penguin inspirou livros, jogos de console e especiais de televisão. O jogo foi sucedido por Ilha do Club Penguin, que foi lançado para dispositivos móveis, e um tempo depois, para computadores. O jogo foi descontinuado em 2018.
A franquia foi continuada pelos fãs, com recriações como Club Penguin Rewritten, Club Penguin Online e Club Penguin Brasil.

## Jogos eletrônicos online
- Club Penguin
- Ilha do Club Penguin

## Televisão

### Especiais de TV
A empresa britânica Factory produziu três especiais de TV, um especial de Natal, We Wish You a Merry Walrus (no Brasil, Feliz Dia da Morsa). Duas sequências foram desenvolvidas, uma com o nome de Monster Beach Party (no Brasil, Monstruosa Festa na Praia), e outra, A Halloween Panic (no Brasil, Pânico de Halloween).

### Curta-metragem
Em 2012, o Disney Channel lançou Capitão Rockhopper contra o Molusco dos Sete Mares.

## Revistas
O Club Penguin possuiu duas redes de publicações em duas línguas. No Brasil, a série Club Penguin: a Revista foi publicada pela Editora Abril. No Canadá, nos Estados Unidos e no Reino Unido, foi publicada a rede de publicações Club Penguin Magazine

## Música
Em 2012, a Disney lançou o álbum oficial do Club Penguin, com o título de The Party Starts Now (em português, A Festa Começa Agora), que também é a música principal.

## Laptop
Em 2011, a Disney no Brasil e a HP, fecharam uma parceria para o lançamento de um laptop com a marca Club Penguin.

## Outros

### Aparição em shopping em Santa Catarina
Um evento de Natal de um shopping de Florianópolis, foi com o tema do jogo principal Club Penguin

### Aparições no Walt Disney World Resort
Em 2009, ocorreu um evento oficial do Club Penguin no Walt Disney World Resort.
No dia 29 de julho de 2017, o Walt Disney World Resort sediou um evento oficial do jogo Ilha do Club Penguin.